# Cristòfor Martí
Cristóbal Martí Batalla fue un futbolista español nacido el 22 de mayo de 1903 en Granollers, Barcelona. Más conocido como Martí, jugó en el CE Sabadell, su primer equipo importante. 
En la temporada 1922-1923 fichó por el Fútbol Club Barcelona. Debutó en liga el 12 de febrero de 1929 frente al Racing de Santander al que el Barça ganó 0-2. En el FC Barcelona jugaría 252 partidos, 53 de liga, marcando 46 goles, dos de ellos en liga. En la temporada 1933-1934 fichó por el RCE Español.
Fue tres veces internacional, ganando ante Checoslovaquia y empatando ante Italia e Irlanda.

## Palmarés
| Título         | Club                  | Año  |
| -------------- | --------------------- | ---- |
| Copa de España | Fútbol Club Barcelona | 1925 |
| Copa de España | Fútbol Club Barcelona | 1926 |
| Copa de España | Fútbol Club Barcelona | 1928 |
| Liga           | Fútbol Club Barcelona | 1929 |

## Equipos
| Club                  | País   | Año  |
| --------------------- | ------ | ---- |
| CE Sabadell           | España |      |
| Fútbol Club Barcelona | España | 1922 |
| RCD Español           | España | 1933 |